# Fossilt vatten

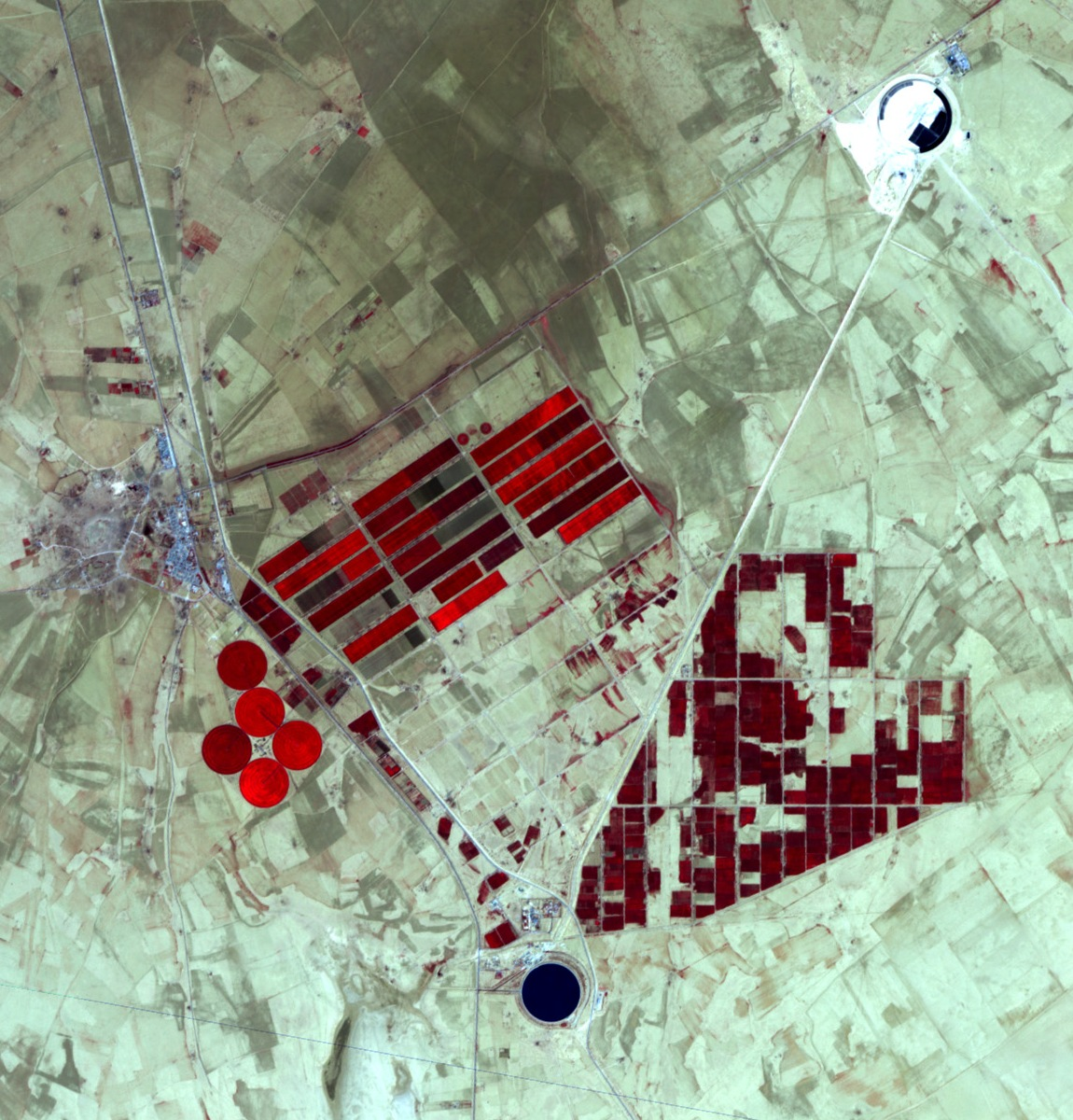
Fossilt vatten från stora akviferer används till denna vattenreservoar i Libyen istället för ekonomiskt mindre fördelaktiga metoder som att transportera vatten från Europa eller avsaltning av havsvatten.

Fossilt vatten eller relikt vatten är grundvatten som instängts i en akvifer i tusentals upp till miljontals år. Geologiska processer kan hindra vattnets av- och tillflöde. Genom radiokoldatering har det påvisats att vatten i vissa akviferer bevarats sedan innan den senaste istiden inleddes för  40 000 år sedan.
Eftersom fossilt vatten inte är en förnyelsebar resurs betraktas utvinning av dessa reservoarer som jämförbart med gruvdrift och oljeutvinning. Sammanlagt används 160 miljarder ton fossilt vatten årligen i Kina, Indien, Nordafrika, Saudiarabien och USA.
Till de största reservoarna av fossilt vatten hör Ogallala i USA. 
Det så kallade Great Man-Made River-projektet (GMR) i Libyen syftar till att genom konstbevattning omvandla 200 000 hektar öken till jordbruksmark.
Stora uttag av fossilt vatten sker bland annat i Saudiarabien, där 75 procent av vattnet är icke förnybart. År 2010 beräknas vattentillgången i saudiska djupa akviferer endast utgöra 42 procent av vattenmängden 1985.